# Alice Bolingbroke Woodward
Alice Bolingbroke Woodward (Chelsea, 3 de octubre de 1862 - 1951) fue una artista e ilustradora inglesa; y una de las ilustradoras más prolíficas de principios del siglo XX. Es conocida principalmente por su trabajo en literatura infantil y, en segundo lugar, por sus ilustraciones científicas.

## Trayectoria
Woodward nació el 3 de octubre de 1862 en Chelsea, Londres. Su padre, Henry Woodward, era un conocido científico y conservador de geología en el Museo de Historia Natural de Londres. De niña, Woodward fue educada en casa por institutrices, junto con sus cuatro hermanas y dos hermanos (ella era la cuarta de siete). Desde pequeños se les animó a dibujar, y todas las hermanas acabaron convirtiéndose en artistas y todos los hermanos en científicos. Al final de su adolescencia, Alice ya era capaz de ilustrar las conferencias de su padre y los trabajos de sus colegas.
Esto le permitió ganar el dinero suficiente para comenzar sus estudios en la Escuela de Arte de South Kensington y, más tarde, en la Escuela de Arte de Westminster y, posteriormente, en la Académie Julian en París. Recibió clases de ilustración de Joseph Pennell y Maurice Greiffenhagen y su relación con Pennell le llevó a recibir encargos de J.M. Dent y Macmillan and Company para ilustrar libros infantiles. También continuó ilustrando trabajos científicos a lo largo de su carrera. Alice Woodward falleció en 1951.
Su hermana, Gertrude Mary Woodward, también se dedicó a litografía anatómica y fue amiga Beatrix Potter durante toda su vida.

## Obra

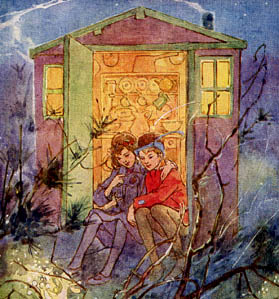
Una de las ilustraciones de Woodward para The Peter Pan Picture Book, 1907

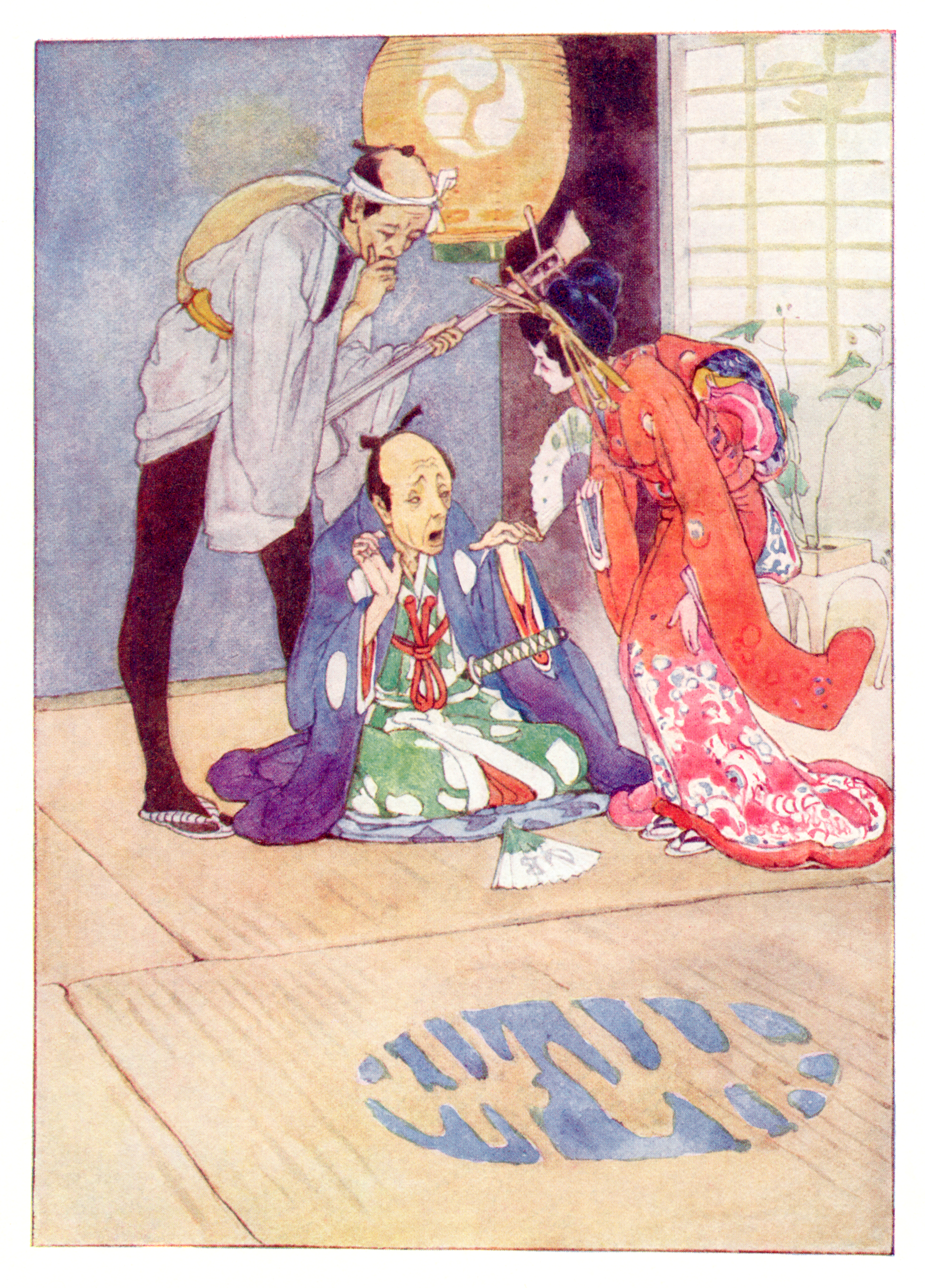
"Alas, my poor little bride that was to be" de La historia del Mikado (1921) de WS Gilbert.

Entre 1896 y 1900, trabajó para la editorial Glasgow Blackie and Son Limited, donde ilustró una serie de libros infantiles, entre ellos To Tell the King the Sky is Falling, Adventures in Toyland y Red Apple and Silver Bells, y colaboró en anuarios y cartillas escolares durante la década de 1920. Sucedió a Aubrey Beardsley como ilustradora de Bon-Mots of the Eighteenth Century de W.C. Jerrold, y posteriormente de Bon-Mots of the Nineteenth Century. A partir de 1907, su principal editor fue George Bell & Sons, para quien ilustró The Peter Pan Picture Book, escrito por Daniel O'Connor, creando 28 láminas en color. Esta fue la primera versión ilustrada de la historia antes de la publicación de la novela de J.M. Barrie, Peter y Wendy.
Ilustró las historias de dos óperas de Gilbert y Sullivan, Las aventuras de Alicia en el país de las maravillas de Lewis Carroll y el clásico Belleza negra de Anna Sewell. Uno de sus últimos libros fue un volumen de Myths and Legends of the Australian Aboriginals, que ilustró en 1930 a la edad de 68 años. En el 91 Art Club, club de Chelsea para mujeres artistas, Woodward expuso pinturas (de escenas de Normandía y Norfolk) y diseños para reproducción en procesos.

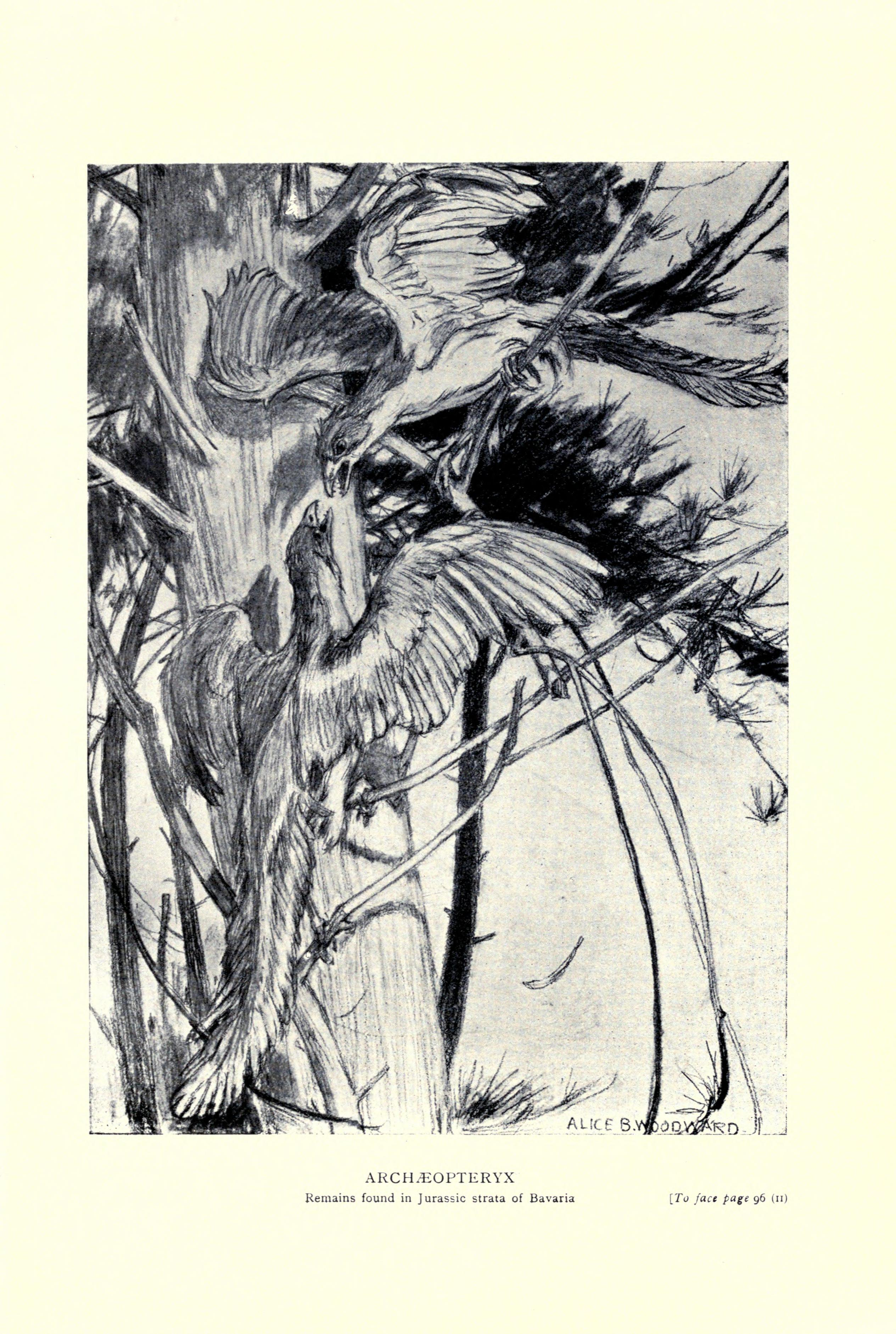
" Archæopteryx " de Evolution In the Past, de Henry R. Knipe, con ilustraciones de Alice B. Woodward y Ernest Bucknall.

Su trabajo ha aparecido en más de 80 publicaciones, incluidas reconstrucciones de dinosaurios para el Illustrated London News y en las obras de Henry R. Knipe  From Nebula to Man (?1905) y Evolution In the Past (1912).
Para diferenciar sus dos tipos de trabajo, firmaba todas sus ilustraciones con un monograma de mariposa, mientras que en sus trabajos científicos escribía simplemente su nombre. Su trabajo científico era conocido por su exactitud y precisión, una necesidad en la ilustración técnica. Además, sus dibujos eran siempre realistas, tanto si se trataba del dibujo de un espécimen como de la reconstrucción de un animal prehistórico.